# 西山前李氏家廟
西山前李氏家廟，是位於中華民國福建省金門縣金沙鎮三山里西山前聚落的一座歷史建築，1906年由旅居新加坡的李氏族人捐資興建，屬二落式建築，是金門為數不多的保存完整的家廟，1999年6月15日被金門縣政府指定為縣定古蹟，2002年起進行整修維護，於2004年完成。